# Sougé, Loir-et-Cher

Sougé este o comună în departamentul Loir-et-Cher, Franța. În 1 ianuarie 2022 avea o populație de 478 de locuitori.